# Snegúrotxka
Snegúrotxka (rus: Снегу́рочка, que és el diminutiu de Снегу́рка, Snegurka) és un personatge rus típic de contes, llegendes i característic del Nadal. És la neta de Ded Moroz (l'homòleg del Pare Noel a Rússia).
Els dies de festa actua com a missatgera per dur a Ded Moroz els desitjos dels nens. Un possible origen de Snegúrotxka pot ser la festa de Santa Llúcia dels països bàltics, amb reminiscències del paganisme eslau. A l'Alemanya dels segles xvi i xvii, durant la prohibició de Sant Nicolau, va representar un substitut d'aquest personatge durant el Nadal. Aquesta tradició no va sobreviure a Alemanya, però va arrelar a Suècia durant els segles xviii i xix.

## Versions i adaptacions del conte
En el folklore rus Snegúrotxka apareix ja al segle xix com un personatge de contes de fades sorgida a partir de la neu. Aquesta història va ser publicada el 1869 per Aleksandr Afanàssiev al segon volum de la seva obra Concepcions poètiques dels eslaus sobre la naturalesa, on es mostren arrels cristianes d'aquest personatge: Snegurka (Snejevínotxka, de l'alemany Schneekind), anomenat així perquè va néixer de la neu.
El 1873 Aleksandr Ostrovski, influït pels contes d'Afanàssiev, va escriure l'obra Snegúrotxka, on apareix aquest personatge com a filla de Ded Moroz i de Primavera Vermella. Presenta una imatge bella amb un rostre pàl·lid i cabells rossos. Duu normalment un abric blau i blanc de pell, un barret i guants.
Al començament aquesta obra no va suposar cap èxit, però el 1882 Nikolai Rimski-Kórsakov va dur-la a l'òpera, on sí que va tenir un cert ressò.
La imatge de Snegúrotxka va continuar desenvolupant-se amb la feina dels mestres del segle xix (i començaments del xx), que preparaven obres de Nadal per als nens a les escoles. Fins i tot abans de la Revolució d'Octubre Snegúrotxka penjava dels arbres de Nadal, les noies solien vestir com ella, es llegien fragments del conte, es representava l'obra d'Ostrovski i l'òpera de Kórsakov.

## Segle XX
Després de la Revolució, tota mena de religió estava sotmesa a una forta pressió i controlada estrictament per l'Estat, fins i tot Nadal i tot el que estava relacionat amb les seves tradicions i costums. Finalment, va eliminar-se el 1929, quan Nadal va ser prohibit i esdevingué dia normal de treball. És aleshores que Snegúrotxka, juntament amb l'arbre de Nadal i Ded Moroz, van haver de sobreviure clandestinament sota la pressió comunista.
La seva forma moderna prové del 1935 durant l'època soviètica, després que s'autoritzés la celebració del Novi God (Cap d'Any). Els llibres sobre els arbres de Nadal d'aquest període mostren Snegúrotxka com a neta de Ded Moroz, com la missatgera entre ell i els nens. A començament del 1937, Ded Moroz i Snegúrotxka van aparèixer per primer cop junts a l'arbre de Nadal de la Casa d'Assemblees de Moscou. És interessant, però, que en diferents representacions comunistes aquest personatge fos representat com una nena.
Durant el període de postguerra, Snegúrotxka apareix ja com un company obligat de Ded Moroz a tota celebració nadalenca. Durant cap d'any era habitual representar-ne una obra a les escoles i als teatres.